# Karl-Marx-Strasse (Berlins tunnelbana)

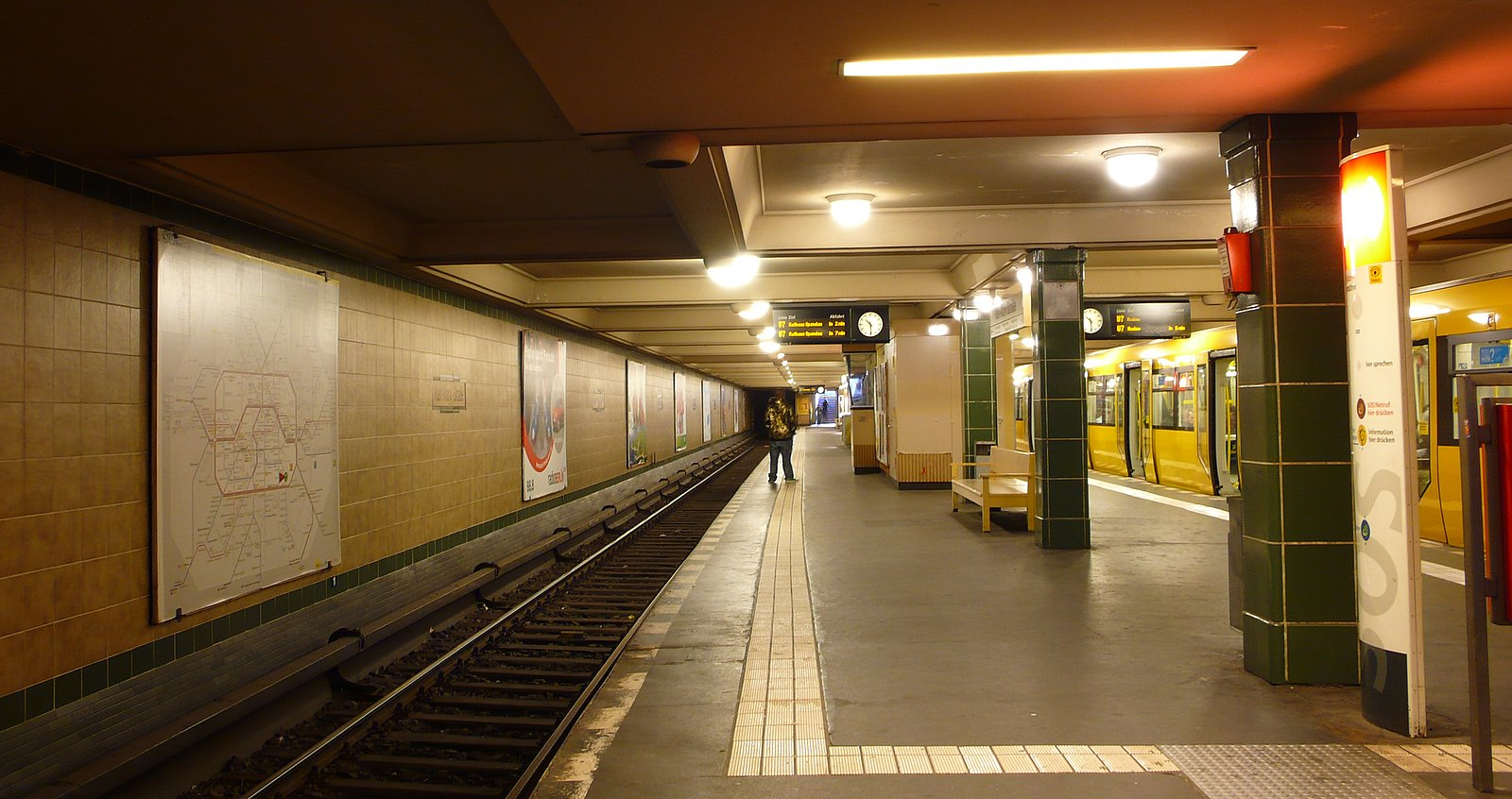
Stationen Karl-Marx-Strasse i Neukölln

Karl-Marx-Strasse är en tunnelbanestation i Berlins tunnelbana på linje U7 i Neukölln. Den öppnade för trafik 11 april 1926 under namnet Bergstrasse. Nuvarande namn sedan 1946. Stationen utformades av Alfred Grenander. Den var under några år slutstation för linjen CI. 